# Eurocephalus
Eurocephalus és un gènere d'ocells de la família dels lànids (Laniidae).

## Descripció
Els botxí blancs són grans botxins marrons i blancs que es troben a l'Àfrica subsahariana. Són espècies gregàries, a diferència dels botxins del gènere Lanius, i tenen un vol semblant al d'un lloro.

## Hàbitat
Els Eurocephalus són ocells de sabana i hàbitats de boscos oberts, que normalment es veuen posats drets en una perxa prominent d'arbustos espinosos. Aquestes espècies mengen principalment insectes grossos, però ocasionalment mengen fruita que ha caigut a terra.
El mascle i la femella són similars en plomatge en ambdues espècies, però es distingeixen dels ocells immadurs.

## Taxonomia
El gènere Eurocephalus va ser introduït el 1836 pel zoòleg Andrew Smith per donar cabuda a una sola espècie, el botxí blanc meridional. Va situar el gènere a la família dels corbs Corvidae. Més tard va ser transferit a la família dels botxins Laniidae.
Una anàlisi recent de les relacions filogenètiques mitjançant marcadors moleculars els va trobar més estretament relacionats amb els corbs que amb els botxins i va suggerir que es col·loquessin en una nova família, Eurocephalidae. Aquesta ubicació estava sostinguda per característiques morfològiques, el seu nínxol dietètic especialitzat i la cria cooperativa.
Segons la Classificació del Congrés Ornitològic Internacional (versió 15.1, 2025) aquest gènere està format per dues espècies:
- Eurocephalus rueppelli - botxí blanc septentrional.
- Eurocephalus anguitimens - botxí blanc meridional.